# Міністерство економіки Республіки Білорусь

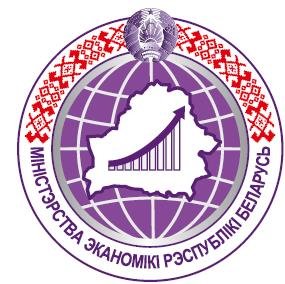
Емблема міністерство економіки Республіки Білорусь

Міністерство економіки Республіки Білорусь (Мінекономіки Білорусі) — відомство уряду Білорусі, уповноважене здійснювати регуляторну політику в сфері господарювання. Міністр економіки призначається і знімається з посади президентом. З З 4 січня 2024 року посаду міністра займає Юрій Чеботар.

## Структура
- Центральний апарат — 3 департаменти, 6 головних управлінь, 12 управлінь, 2 відділи[2];
- Підприємства «БелВТІ» (Білоруська обчислювальна техніка та інформатика), «Національне інвестиційне агентство», «Центр за цінами»;
- Науково-дослідний економічний інститут.

## Завдання
- регуляція ціноутворення та підприємництва;
- регуляція та відтворення основних фондів підприємств;
- залучення інвестицій і розробка законодавства про управління державним майном;
- участь у розробці господарського співробітництва з іншими державами та міжнародними організаціями;
- регуляція сфери банкрутства;
- протидія монополіям;
- участь у розробці програм житлового будівництва;
- планування підготовки господарства держави до воєнного часу.

## Повноваження
- схвалення, пояснення і нагляд за виконанням відомчих постанов;
- скликання нарад фахівців;
- укладення договорів про підготовку оглядів і прогнозів розвитку господарства держави;
- запит в установах відомостей про господарювання;
- перевірка виконання постанов про ціноутворення та підприємницьку діяльність;
- прийом звітів керівників установ про господарюванні на засіданнях колегії міністерства;
- створення, перетворення і скасування підпорядкованих установ.[3]